# Tomasz Półgrabski
Tomasz Półgrabski (ur. 11 marca 1973 w Ostrowcu Świętokrzyskim) – polski urzędnik państwowy, podsekretarz stanu (2007–2012, 2012–2014) i sekretarz stanu (2014) w Ministerstwie Sportu i Turystyki, w latach 2014–2015 prezes zarządu PL.2012+, operatora Stadionu Narodowego w Warszawie.

## Życiorys
Ukończył studia w Akademii Wychowania Fizycznego im. Józefa Piłsudskiego w Warszawie oraz studia trenerskie w Akademii Wychowania Fizycznego im. Eugeniusza Piaseckiego w Poznaniu. Na pierwszej z tych uczelni w 2008 w oparciu o rozprawę zatytułowaną Procesy emocjonalne a poziom czynności ruchowych zawodników tenisa uzyskał stopień doktora nauk o kulturze fizycznej. W 2011 odbył studia typu MBA z zarządzania sportem na Politechnice Gdańskiej. W 1997 został pracownikiem Urzędu Kultury Fizycznej i Sportu, był koordynatorem programu przygotowań olimpijskich (1998–2000) i sekretarzem generalnym Polskiego Związku Tenisowego (2001–2007).
Od listopada 2007 do stycznia 2012 zajmował stanowisko podsekretarza stanu w Ministerstwie Sportu i Turystyki, zajmując się m.in. koordynacją projektu Orlik 2012. Po niespełna rocznej przerwie w grudniu 2012 powrócił na stanowisko podsekretarza stanu w MSiT, a w kwietniu 2014 został sekretarzem stanu w tymże resorcie. W lipcu tegoż roku odszedł z urzędu w związku z objęciem stanowiska prezesa zarządu spółki PL.2012+, którą kierował do 2015.